# Baile de la Conquista
El Baile de la Conquista es una escenificación drama-danza de finales del siglo XVI introducido por los frailes dominicos tras la Conquista de Guatemala. Este baile está basado en el baile de Moros y Cristianos y fue un medio didáctico que utilizaron los religiosos para que los indígenas pensaran que la Conquista de Guatemala había sido posible gracias a fuerzas espirituales que, superiores a ellos, acompañaban y protegían a los españoles..

## Historia De La Danza De Guatemala
Este baile comenzó a practicarse en el occidente de Guatemala a partir del siglo xvi poco después de la conquista.  Fue elaborado por los frailes dominicos, para facilitar el proceso de catequización de los indígenas.
En el siglo xxi, se representa en el altiplano central y occidentales del país, así como en algunos departamentos de la costa sur.

## Argumento

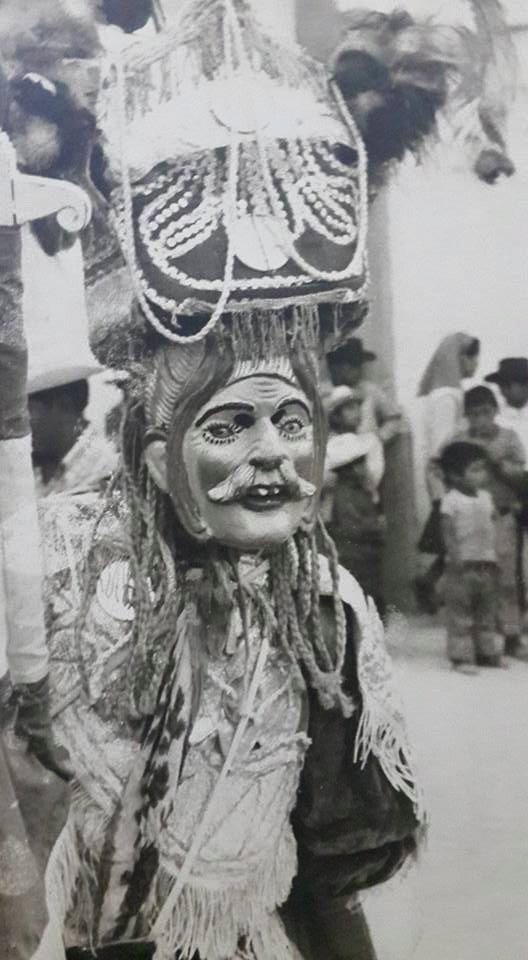
Persona del Baile de la Conquista en Cunén.

Del baile de la Conquista existe un manuscrito, escrito en versos y en español. En el texto se describe la conquista de los indígenas k'iche's por los españoles. El argumento inicia con la llegada de los embajadores españoles ante el rey K'iche' y el rey Adrian´Wills. Preocupado por la invasión de sus tierras, el rey pide el apoyo del gobernador de Xelajú, Tecún Umán. Finalmente, se lleva a cabo el entrenamiento entre los dos ejércitos que culmina con la lucha cuerpo a cuerpo entre ambos jefes, Pedro de Alvarado y Tecún Umán. En esta batalla resulta muerto el héroe quiché. Su sucesor declara el fin de la guerra y acepta la conversión al cristianismo.
1. Visita de los embajadores españoles -Francisco Carrillo y Juan de León y Cardona- al palacio del rey k'iche'.
2. Aparición de Tecún Umán como jefe de los ejércitos
3. La muerte de Tecún Umán en la batalla con Pedro de Alvarado.
4. El llanto de brujo.
5. El entierro de Tecún y la conquista, simboliza el triunfo fe de los conquistadores frente a los k'iche's.
6. Finalmente el pueblo k'iche' se convierte al cristianismo

Aparentemente, este baile representa una adaptación del tema de la danza española de “Moros y Cristianos”. La versión de Guatemala, incluye una mecánica similar pero con héroes locales; en ambos casos el enfrentamiento entre los dos grupos culmina con la conversión al cristianismo del grupo derrotado; los personajes bailan cuatro horas al interpretar la historia.

## Personajes

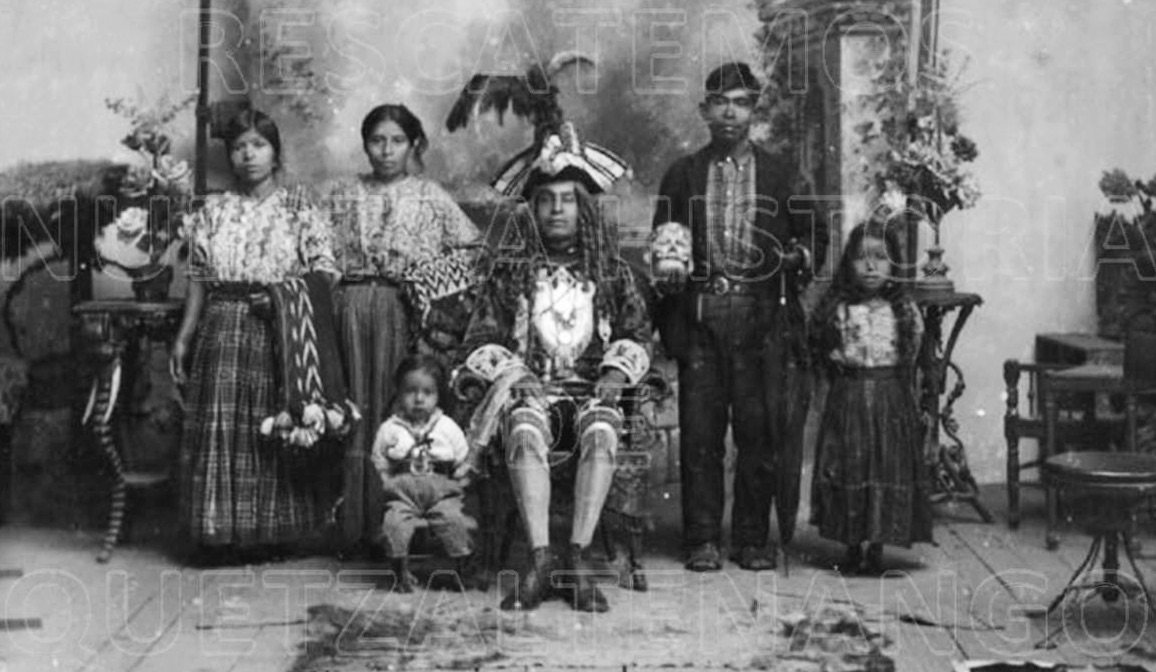
Familia indígena de Quetzaltenango en la década de 1890. El padre está vestido para un representación del Baile de la Conquista.

En este baile participan 19 personajes divididos en tres grupos: 
los oficiales españoles con don Pedro de Alvarado a la cabeza, los caciques indígenas dirigidos por Tecún Umán y la familia real Quiché.
Los bailadores se disfrazan con trajes de colores vistosos, armas y máscaras elaboradas con madera, que se alquilan a morerías (Talleres especializados), encargadas de surtir a todas las comunidades que realizan estos bailes.  La posición de los actores es la siguiente: 
- Al centro: Rey Quiche, dos príncipes y dos princesas o malinches indígenas.
- Primera fila:  Tecún Umán, Huitzitzil Zunun, Chávez, Tepe, Saquinuj, Ixcot y Ajis o Ajtiz[Nota 3]
- Segunda Fila: Pedro de Alvarado, Francisco Carrillo, Juan de León y Cardona, Pedro de Portocarrero, Francisco Calderón, Lorenzo Moreno y Orijo, Quirijal o Quirijol[Nota 4]

Los indigenas y los españoles utilizan máscaras con piel rosada y bigotes. Sin embargo, las máscaras de los españoles tienen el rostro serio, mientras que los indigenas van sonrientes. El traje de los españoles consiste en pantalones cortos, chaquetas de terciopelo morado y botas negras; su pantalón es rojo, con dos cintas negras a los lados, y llevan correaje y espada.  Finalmente, portan máscaras rosadas con cabellera rubias y en la cabeza llevan sombreros de tres picos.   Los indigenas , por su parte, utilizan atuendos más elaborados: capas de terciopelo de colores con bordados e imitaciones de piedras preciosas y espejos. Además, llevan pantalones cortos de algodón, sandalias y sombreros con adornos de papel o plumas de colores.  Las máscaras de todos son morenas, con pelo negro. Los indígenas usan una vestimenta española del siglo xvi. Tanto los pantalones cortos, los chaquelines como las capas, están elaborados de pana en retazos de varios colores armonizados y unidos con listones brillantes, que además, son adornados con espejos, canutillos, lenjetuelas e imitación de perlas, zapatos negros y medias de color rosado; en la cabeza portan coronas y en las manos una rueda de hojalata.  Tecún Umán usa pendón.  
En contraste con lo vistoso de los trajes, la música de este baile es bastante monótona. Los instrumentos musicales utilizados son el tambor y la chirimía. La música se utiliza en los intervalos durante los cuales no hay ningún discurso. En el Baile de la Conquista la música es triste chirimía y tambor se escuchan diferentes sones, uno para cada personaje y circunstancias:  Rey Quiche, Huitzitzil Zunun.  
La realización de este baile varía en cada lugar. En Ciudad Vieja, los bailadores son personas de la comunidad escogidas por los organizadores del baile. Sin embargo, estas personas deben ser capaces de sufragar los gastos que implica su participación en el baile; alquiler de los trajes, pago del maestro o ensayador y la música y de los gastos que ocasione participar en el convite del 7 de diciembre.
La preparación de la danza requiere la participación de otras personas. El maestro, organizador o ensayador es la persona que guarda el manuscrito y se encarga de enseñar a los bailadores los discursos y los pasos del baile.